# Hier - Het beste van 20 jaar BLØF
Hier - Het beste van 20 jaar BLØF is een verzamelalbum van de Nederlandse popgroep BLØF uit 2012. Ter gelegenheid van hun twintigjarig jubileum verscheen een dubbel-cd met hun grootste hits. Het album verscheen op 26 oktober 2012 en een week later kwam het op nummer 1 binnen in de Nederlandse Album Top 100. Het werd hun achtste nummer 1-album in de Nederlandse albumlijst. Op het album staat ook een nieuw nummer Zo stil, een cover van de Duitse punkrock-band Jupiter Jones. De standaard uitgave van het album bestaat uit twee cd's. De deluxe editie bevat nog een derde cd met B-kantjes en een dvd met een dertigtal clips. Het album behaalde de platina status in Nederland.

## Tracklist
| Nr. | Titel                                 | Duur |
| --- | ------------------------------------- | ---- |
| 1.  | Liefs uit Londen                      | 3:58 |
| 2.  | Aan de kust                           | 3:32 |
| 3.  | Wat zou je doen (Live)                | 4:50 |
| 4.  | Harder dan ik hebben kan              | 4:10 |
| 5.  | Niets dan dit                         | 3:48 |
| 6.  | Zaterdag                              | 4:42 |
| 7.  | Dansen aan zee                        | 4:34 |
| 8.  | Hier                                  | 4:06 |
| 9.  | Ze is er niet                         | 3:44 |
| 10. | Dichterbij dan ooit                   | 4:19 |
| 11. | Blauwe ruis                           | 4:24 |
| 12. | Mooie dag                             | 4:34 |
| 13. | Meer van jou (Live)                   | 4:25 |
| 14. | Omarm                                 | 4:16 |
| 15. | Misschien niet de eeuwigheid          | 4:01 |
| 16. | Barcelona                             | 4:20 |
| 17. | Hart tegen hart                       | 4:22 |
| 18. | Holiday in Spain (met Counting Crows) | 3:52 |

| Nr. | Titel                                           | Duur |
| --- | ----------------------------------------------- | ---- |
| 1.  | Opstand                                         | 3:59 |
| 2.  | Aanzoek zonder ringen (met Kodō)                | 4:43 |
| 3.  | Hemingway (met Eliades Ochoa)                   | 3:39 |
| 4.  | Mens (met Omar Faruk Tekbilek)                  | 3:54 |
| 5.  | Een manier om thuis te komen (met Jigme Drukpa) | 5:11 |
| 6.  | Donker hart (Umoja Live)                        | 4:17 |
| 7.  | Alles is liefde                                 | 3:29 |
| 8.  | Oktober                                         | 3:25 |
| 9.  | Vallende engel                                  | 4:36 |
| 10. | Vandaag                                         | 3:25 |
| 11. | Midzomernacht                                   | 3:27 |
| 12. | De storm (Geef niet op)                         | 4:17 |
| 13. | Beter                                           | 3:35 |
| 14. | Hou vol hou vast                                | 4:53 |
| 15. | Was je maar hier                                | 6:03 |
| 16. | Meer kan het niet zijn (met Sabrina Starke)     | 4:34 |
| 17. | Later als ik groter ben                         | 3:24 |
| 18. | Zo stil (cover van Jupiter Jones - Still)       | 3:57 |

| Nr. | Titel                                                                      | Duur  |
| --- | -------------------------------------------------------------------------- | ----- |
| 1.  | Hoe het voelt (om vrij te zijn)                                            | 4:17  |
| 2.  | Slapen dromen zweten                                                       | 3:45  |
| 3.  | Mijn hart kan dat niet aan (cover van Frédérique Spigt, Demo 1997)         | 3:13  |
| 4.  | Een manier om thuis te komen (akoestisch)                                  | 4:13  |
| 5.  | Ongerijmd (live 2010)                                                      | 3:32  |
| 6.  | Laat me niet alleen (live 2010, cover van Jacques Brel - Ne me quitte pas) | 5:07  |
| 7.  | Wennen aan september (akoestisch met Counting Crows)                       | 4:16  |
| 8.  | De mooiste verliezers (live uit 2009 met Daniël Lohues)                    | 11:21 |
| 9.  | Ze is er niet (live uit 2009 met Bart van der Weide)                       | 4:00  |
| 10. | Omdat het anders wordt (live uit 2009 met Candy Dulfer)                    | 6:58  |
| 11. | De hemel is de aarde (akoestisch)                                          | 4:37  |
| 12. | Hemingway (live met het Metropole Orkest)                                  | 3:50  |
| 13. | Was je maar hier (live)                                                    | 5:12  |
| 14. | De geest (remix Bas Kennis)                                                | 5:58  |
| 15. | Eén en alleen (remix Zoë Noa Club Mix)                                     | 7:56  |

## Hitnoteringen

### NederlandseAlbum Top 100
| Hitnotering (week 1 t/m 30): 03-11-2012 t/m 25-05-2013 Hitnotering (week 31 t/m 78): 04-01-2020 t/m 28-11-2020 Hitnotering (week 79 t/m 125): 09-01-2021 t/m 27-11-2021 Hitnotering (week 126 t/m 130): 08-01-2022 t/m 05-02-2022 Hitnotering (week 131 t/m 135): 19-02-2022 t/m 19-03-2022 Hitnotering (week 136 t/m 156): 09-04-2022 t/m 27-08-2022 Hitnotering (week 157): 08-10-2022 | Hitnotering (week 1 t/m 30): 03-11-2012 t/m 25-05-2013 Hitnotering (week 31 t/m 78): 04-01-2020 t/m 28-11-2020 Hitnotering (week 79 t/m 125): 09-01-2021 t/m 27-11-2021 Hitnotering (week 126 t/m 130): 08-01-2022 t/m 05-02-2022 Hitnotering (week 131 t/m 135): 19-02-2022 t/m 19-03-2022 Hitnotering (week 136 t/m 156): 09-04-2022 t/m 27-08-2022 Hitnotering (week 157): 08-10-2022 | Hitnotering (week 1 t/m 30): 03-11-2012 t/m 25-05-2013 Hitnotering (week 31 t/m 78): 04-01-2020 t/m 28-11-2020 Hitnotering (week 79 t/m 125): 09-01-2021 t/m 27-11-2021 Hitnotering (week 126 t/m 130): 08-01-2022 t/m 05-02-2022 Hitnotering (week 131 t/m 135): 19-02-2022 t/m 19-03-2022 Hitnotering (week 136 t/m 156): 09-04-2022 t/m 27-08-2022 Hitnotering (week 157): 08-10-2022 | Hitnotering (week 1 t/m 30): 03-11-2012 t/m 25-05-2013 Hitnotering (week 31 t/m 78): 04-01-2020 t/m 28-11-2020 Hitnotering (week 79 t/m 125): 09-01-2021 t/m 27-11-2021 Hitnotering (week 126 t/m 130): 08-01-2022 t/m 05-02-2022 Hitnotering (week 131 t/m 135): 19-02-2022 t/m 19-03-2022 Hitnotering (week 136 t/m 156): 09-04-2022 t/m 27-08-2022 Hitnotering (week 157): 08-10-2022 | Hitnotering (week 1 t/m 30): 03-11-2012 t/m 25-05-2013 Hitnotering (week 31 t/m 78): 04-01-2020 t/m 28-11-2020 Hitnotering (week 79 t/m 125): 09-01-2021 t/m 27-11-2021 Hitnotering (week 126 t/m 130): 08-01-2022 t/m 05-02-2022 Hitnotering (week 131 t/m 135): 19-02-2022 t/m 19-03-2022 Hitnotering (week 136 t/m 156): 09-04-2022 t/m 27-08-2022 Hitnotering (week 157): 08-10-2022 | Hitnotering (week 1 t/m 30): 03-11-2012 t/m 25-05-2013 Hitnotering (week 31 t/m 78): 04-01-2020 t/m 28-11-2020 Hitnotering (week 79 t/m 125): 09-01-2021 t/m 27-11-2021 Hitnotering (week 126 t/m 130): 08-01-2022 t/m 05-02-2022 Hitnotering (week 131 t/m 135): 19-02-2022 t/m 19-03-2022 Hitnotering (week 136 t/m 156): 09-04-2022 t/m 27-08-2022 Hitnotering (week 157): 08-10-2022 | Hitnotering (week 1 t/m 30): 03-11-2012 t/m 25-05-2013 Hitnotering (week 31 t/m 78): 04-01-2020 t/m 28-11-2020 Hitnotering (week 79 t/m 125): 09-01-2021 t/m 27-11-2021 Hitnotering (week 126 t/m 130): 08-01-2022 t/m 05-02-2022 Hitnotering (week 131 t/m 135): 19-02-2022 t/m 19-03-2022 Hitnotering (week 136 t/m 156): 09-04-2022 t/m 27-08-2022 Hitnotering (week 157): 08-10-2022 | Hitnotering (week 1 t/m 30): 03-11-2012 t/m 25-05-2013 Hitnotering (week 31 t/m 78): 04-01-2020 t/m 28-11-2020 Hitnotering (week 79 t/m 125): 09-01-2021 t/m 27-11-2021 Hitnotering (week 126 t/m 130): 08-01-2022 t/m 05-02-2022 Hitnotering (week 131 t/m 135): 19-02-2022 t/m 19-03-2022 Hitnotering (week 136 t/m 156): 09-04-2022 t/m 27-08-2022 Hitnotering (week 157): 08-10-2022 | Hitnotering (week 1 t/m 30): 03-11-2012 t/m 25-05-2013 Hitnotering (week 31 t/m 78): 04-01-2020 t/m 28-11-2020 Hitnotering (week 79 t/m 125): 09-01-2021 t/m 27-11-2021 Hitnotering (week 126 t/m 130): 08-01-2022 t/m 05-02-2022 Hitnotering (week 131 t/m 135): 19-02-2022 t/m 19-03-2022 Hitnotering (week 136 t/m 156): 09-04-2022 t/m 27-08-2022 Hitnotering (week 157): 08-10-2022 | Hitnotering (week 1 t/m 30): 03-11-2012 t/m 25-05-2013 Hitnotering (week 31 t/m 78): 04-01-2020 t/m 28-11-2020 Hitnotering (week 79 t/m 125): 09-01-2021 t/m 27-11-2021 Hitnotering (week 126 t/m 130): 08-01-2022 t/m 05-02-2022 Hitnotering (week 131 t/m 135): 19-02-2022 t/m 19-03-2022 Hitnotering (week 136 t/m 156): 09-04-2022 t/m 27-08-2022 Hitnotering (week 157): 08-10-2022 | Hitnotering (week 1 t/m 30): 03-11-2012 t/m 25-05-2013 Hitnotering (week 31 t/m 78): 04-01-2020 t/m 28-11-2020 Hitnotering (week 79 t/m 125): 09-01-2021 t/m 27-11-2021 Hitnotering (week 126 t/m 130): 08-01-2022 t/m 05-02-2022 Hitnotering (week 131 t/m 135): 19-02-2022 t/m 19-03-2022 Hitnotering (week 136 t/m 156): 09-04-2022 t/m 27-08-2022 Hitnotering (week 157): 08-10-2022 | Hitnotering (week 1 t/m 30): 03-11-2012 t/m 25-05-2013 Hitnotering (week 31 t/m 78): 04-01-2020 t/m 28-11-2020 Hitnotering (week 79 t/m 125): 09-01-2021 t/m 27-11-2021 Hitnotering (week 126 t/m 130): 08-01-2022 t/m 05-02-2022 Hitnotering (week 131 t/m 135): 19-02-2022 t/m 19-03-2022 Hitnotering (week 136 t/m 156): 09-04-2022 t/m 27-08-2022 Hitnotering (week 157): 08-10-2022 | Hitnotering (week 1 t/m 30): 03-11-2012 t/m 25-05-2013 Hitnotering (week 31 t/m 78): 04-01-2020 t/m 28-11-2020 Hitnotering (week 79 t/m 125): 09-01-2021 t/m 27-11-2021 Hitnotering (week 126 t/m 130): 08-01-2022 t/m 05-02-2022 Hitnotering (week 131 t/m 135): 19-02-2022 t/m 19-03-2022 Hitnotering (week 136 t/m 156): 09-04-2022 t/m 27-08-2022 Hitnotering (week 157): 08-10-2022 | Hitnotering (week 1 t/m 30): 03-11-2012 t/m 25-05-2013 Hitnotering (week 31 t/m 78): 04-01-2020 t/m 28-11-2020 Hitnotering (week 79 t/m 125): 09-01-2021 t/m 27-11-2021 Hitnotering (week 126 t/m 130): 08-01-2022 t/m 05-02-2022 Hitnotering (week 131 t/m 135): 19-02-2022 t/m 19-03-2022 Hitnotering (week 136 t/m 156): 09-04-2022 t/m 27-08-2022 Hitnotering (week 157): 08-10-2022 | Hitnotering (week 1 t/m 30): 03-11-2012 t/m 25-05-2013 Hitnotering (week 31 t/m 78): 04-01-2020 t/m 28-11-2020 Hitnotering (week 79 t/m 125): 09-01-2021 t/m 27-11-2021 Hitnotering (week 126 t/m 130): 08-01-2022 t/m 05-02-2022 Hitnotering (week 131 t/m 135): 19-02-2022 t/m 19-03-2022 Hitnotering (week 136 t/m 156): 09-04-2022 t/m 27-08-2022 Hitnotering (week 157): 08-10-2022 | Hitnotering (week 1 t/m 30): 03-11-2012 t/m 25-05-2013 Hitnotering (week 31 t/m 78): 04-01-2020 t/m 28-11-2020 Hitnotering (week 79 t/m 125): 09-01-2021 t/m 27-11-2021 Hitnotering (week 126 t/m 130): 08-01-2022 t/m 05-02-2022 Hitnotering (week 131 t/m 135): 19-02-2022 t/m 19-03-2022 Hitnotering (week 136 t/m 156): 09-04-2022 t/m 27-08-2022 Hitnotering (week 157): 08-10-2022 | Hitnotering (week 1 t/m 30): 03-11-2012 t/m 25-05-2013 Hitnotering (week 31 t/m 78): 04-01-2020 t/m 28-11-2020 Hitnotering (week 79 t/m 125): 09-01-2021 t/m 27-11-2021 Hitnotering (week 126 t/m 130): 08-01-2022 t/m 05-02-2022 Hitnotering (week 131 t/m 135): 19-02-2022 t/m 19-03-2022 Hitnotering (week 136 t/m 156): 09-04-2022 t/m 27-08-2022 Hitnotering (week 157): 08-10-2022 | Hitnotering (week 1 t/m 30): 03-11-2012 t/m 25-05-2013 Hitnotering (week 31 t/m 78): 04-01-2020 t/m 28-11-2020 Hitnotering (week 79 t/m 125): 09-01-2021 t/m 27-11-2021 Hitnotering (week 126 t/m 130): 08-01-2022 t/m 05-02-2022 Hitnotering (week 131 t/m 135): 19-02-2022 t/m 19-03-2022 Hitnotering (week 136 t/m 156): 09-04-2022 t/m 27-08-2022 Hitnotering (week 157): 08-10-2022 | Hitnotering (week 1 t/m 30): 03-11-2012 t/m 25-05-2013 Hitnotering (week 31 t/m 78): 04-01-2020 t/m 28-11-2020 Hitnotering (week 79 t/m 125): 09-01-2021 t/m 27-11-2021 Hitnotering (week 126 t/m 130): 08-01-2022 t/m 05-02-2022 Hitnotering (week 131 t/m 135): 19-02-2022 t/m 19-03-2022 Hitnotering (week 136 t/m 156): 09-04-2022 t/m 27-08-2022 Hitnotering (week 157): 08-10-2022 | Hitnotering (week 1 t/m 30): 03-11-2012 t/m 25-05-2013 Hitnotering (week 31 t/m 78): 04-01-2020 t/m 28-11-2020 Hitnotering (week 79 t/m 125): 09-01-2021 t/m 27-11-2021 Hitnotering (week 126 t/m 130): 08-01-2022 t/m 05-02-2022 Hitnotering (week 131 t/m 135): 19-02-2022 t/m 19-03-2022 Hitnotering (week 136 t/m 156): 09-04-2022 t/m 27-08-2022 Hitnotering (week 157): 08-10-2022 | Hitnotering (week 1 t/m 30): 03-11-2012 t/m 25-05-2013 Hitnotering (week 31 t/m 78): 04-01-2020 t/m 28-11-2020 Hitnotering (week 79 t/m 125): 09-01-2021 t/m 27-11-2021 Hitnotering (week 126 t/m 130): 08-01-2022 t/m 05-02-2022 Hitnotering (week 131 t/m 135): 19-02-2022 t/m 19-03-2022 Hitnotering (week 136 t/m 156): 09-04-2022 t/m 27-08-2022 Hitnotering (week 157): 08-10-2022 | Hitnotering (week 1 t/m 30): 03-11-2012 t/m 25-05-2013 Hitnotering (week 31 t/m 78): 04-01-2020 t/m 28-11-2020 Hitnotering (week 79 t/m 125): 09-01-2021 t/m 27-11-2021 Hitnotering (week 126 t/m 130): 08-01-2022 t/m 05-02-2022 Hitnotering (week 131 t/m 135): 19-02-2022 t/m 19-03-2022 Hitnotering (week 136 t/m 156): 09-04-2022 t/m 27-08-2022 Hitnotering (week 157): 08-10-2022 |
| Week: | 1 | 2 | 3 | 4 | 5 | 6 | 7 | 8 | 9 | 10 | 11 | 12 | 13 | 14 | 15 | 16 | 17 | 18 | 19 | 20 | 21 |
| --- | --- | --- | --- | --- | --- | --- | --- | --- | --- | --- | --- | --- | --- | --- | --- | --- | --- | --- | --- | --- | --- |
| Positie: | 1 | 2 | 7 | 10 | 9 | 4 | 2 | 2 | 4 | 4 | 6 | 8 | 12 | 16 | 15 | 13 | 26 | 23 | 24 | 25 | 22 |
| Week: | 22 | 23 | 24 | 25 | 26 | 27 | 28 | 29 | 30 | | 31 | 32 | 33 | 34 | 35 | 36 | 37 | 38 | 39 | 40 | 41 |
| Positie: | 27 | 21 | 27 | 39 | 44 | 43 | 53 | 54 | 59 | uit | 65 | 60 | 64 | 66 | 67 | 69 | 67 | 73 | 77 | 76 | 78 |
| Week: | 42 | 43 | 44 | 45 | 46 | 47 | 48 | 49 | 50 | 51 | 52 | 53 | 54 | 55 | 56 | 57 | 58 | 59 | 60 | 61 | 62 |
| Positie: | 69 | 59 | 64 | 62 | 54 | 61 | 53 | 51 | 57 | 50 | 62 | 59 | 50 | 50 | 60 | 51 | 59 | 57 | 52 | 57 | 53 |
| Week: | 63 | 64 | 65 | 66 | 67 | 68 | 69 | 70 | 71 | 72 | 73 | 74 | 75 | 76 | 77 | 78 | | 79 | 80 | 81 | 82 |
| Positie: | 55 | 57 | 60 | 74 | 53 | 59 | 61 | 70 | 68 | 69 | 72 | 75 | 73 | 76 | 87 | 95 | uit | 57 | 68 | 55 | 60 |
| Week: | 83 | 84 | 85 | 86 | 87 | 88 | 89 | 90 | 91 | 92 | 93 | 94 | 95 | 96 | 97 | 98 | 99 | 100 | 101 | 102 | 103 |
| Positie: | 58 | 63 | 70 | 57 | 75 | 57 | 64 | 63 | 67 | 54 | 67 | 69 | 60 | 64 | 54 | 69 | 65 | 72 | 71 | 80 | 78 |
| Week: | 104 | 105 | 106 | 107 | 108 | 109 | 110 | 111 | 112 | 113 | 114 | 115 | 116 | 117 | 118 | 119 | 120 | 121 | 122 | 123 | 124 |
| Positie: | 63 | 68 | 64 | 61 | 57 | 58 | 49 | 55 | 59 | 72 | 77 | 70 | 70 | 71 | 77 | 70 | 72 | 82 | 89 | 86 | 83 |
| Week: | 125 | | 126 | 127 | 128 | 129 | 130 | | 131 | 132 | 133 | 134 | 135 | | 136 | 137 | 138 | 139 | 140 | 141 | 142 |
| Positie: | 87 | uit | 61 | 65 | 79 | 89 | 92 | uit | 66 | 82 | 99 | 94 | 89 | uit | 59 | 37 | 52 | 65 | 63 | 71 | 78 |
| Week: | 143 | 144 | 145 | 146 | 147 | 148 | 149 | 150 | 151 | 152 | 153 | 154 | 155 | 156 | | 157 | | | | | |
| Positie: | 80 | 86 | 77 | 93 | 97 | 100 | 75 | 71 | 61 | 75 | 79 | 87 | 71 | 82 | uit | 99 | uit | | | | |

Bandleden:

Paskal Jakobsen · Peter Slager · Bas Kennis · Norman Bonink (voormalig: Henk Tjoonk, Chris Götte)

Discografie: